# 国民议会 (斯洛伐克)
斯洛伐克共和国国民议会（斯洛伐克语：Národná rada Slovenskej republiky），是斯洛伐克的唯一的立宪和立法机构，代表国家和人民的主权。
斯洛伐克共和国国民议会共有150名议员，任期4年，其成员由平等、普遍、直接的无记名投票选举产生。

## 议长

### 议长的职权
- 召集和主持国民议会会议。

- 签署宪法、宪法性法律、法律和国民议会的决议。

- 接受国民议会议员的宣誓。

- 宣布国民议会、地方自治机构和总统的选举。

- 宣布关于罢免斯洛伐克共和国总统的民众表决。

- 完成其他专门法律规定的任务。

## 国民议会委员会

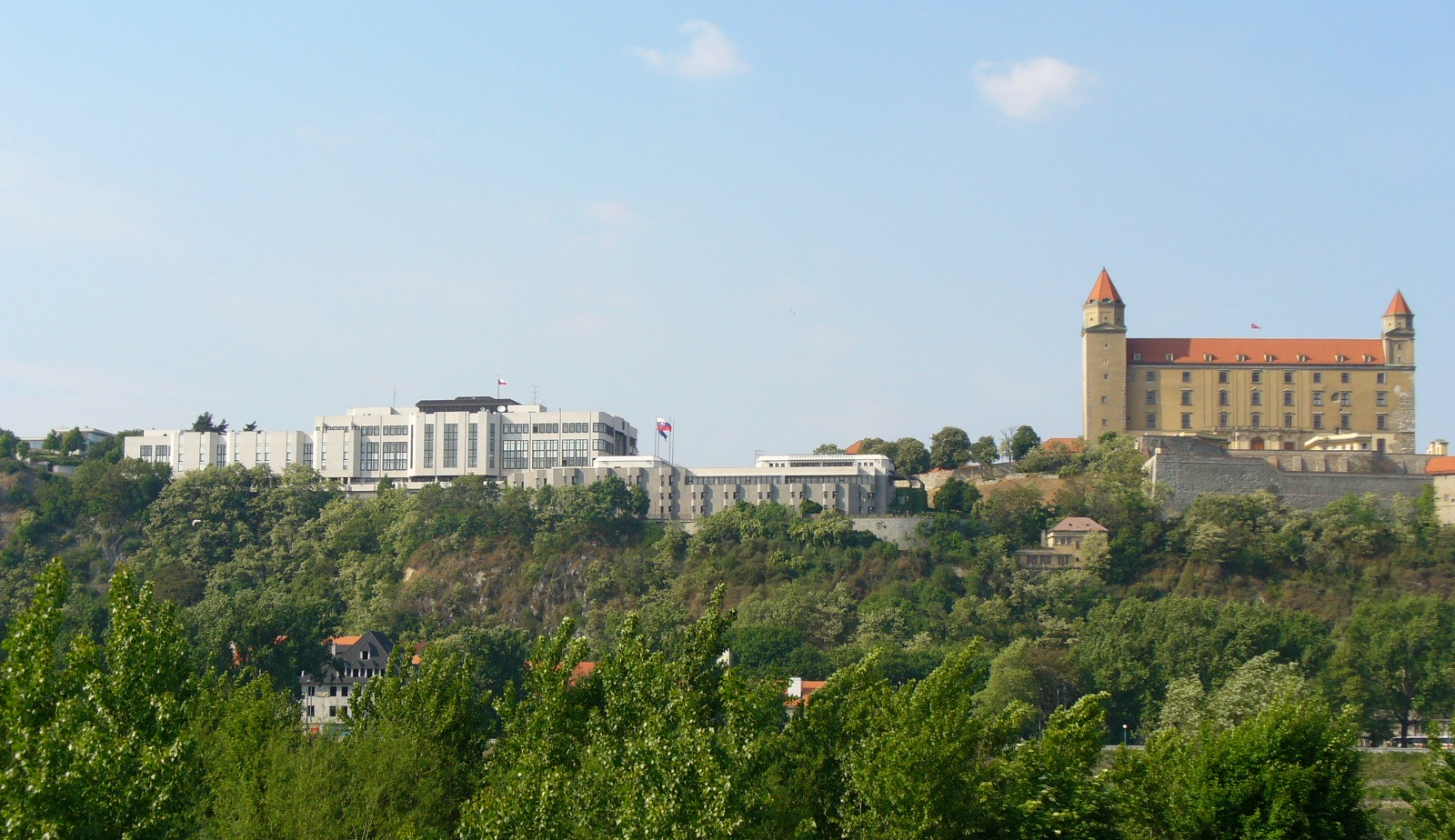
斯洛伐克国民议会大厦和布拉迪斯拉发城堡

国民议会下设以下若干委员会（19个）：
- 宪法权利委员会

- 授权和豁免委员会

- 专门监督国家安全局活动的委员会

- 欧洲事务委员会

- 财政、预算和货币委员会

- 经济政策委员会

- 文化和新闻媒体委员会

- 专门监督军事新闻活动的委员会

- 专门监督情报部门活动委员会

- 审查国家安全局决定委员会

- 人权、民族和妇女地位委员会

- 国家领导人职务不可合并委员会

- 国防和安全委员会

- 农业、生活环境和自然保护委员会

- 社会事务和居住委员会

- 公共管理和地区发展委员会

- 教育、青年、科学和体育委员会

- 医疗卫生委员会

- 外事委员会